# Robert Maxwell, 1. Earl of Nithsdale
Robert Maxwell, 1. Earl of Nithsdale (* nach 1586; † im Mai 1646 auf der Isle of Man) war ein schottischer Adliger.

## Leben
Er war der zweitgeborene Sohn des John Maxwell, 1. Earl of Morton, 7. Lord Maxwell aus dessen Ehe mit Elisabeth Douglas, einer Tochter des David Douglas, 7. Earl of Angus.
Von 1607 bis 1613 war Robert wegen seiner Verwicklungen in die Fehden seines älteren Bruders John Maxwell, 8. Lord Maxwell in Edinburgh Castle inhaftiert. Nachdem John am 21. Mai 1613 wegen Hochverrats hingerichtet worden war, bemühte sich Robert durch untadeliges Verhalten um die Wiederherstellung der Ehre seiner Familie. Das schottische Parlament sprach seine persönliche Rehabilitation am 28. Juni 1617 aus, womit ihm der seinem Bruder aberkannte Titel als 9. Lord Maxwell wieder zugesprochen wurde. Am 5. Oktober 1618 erhielt er auch alle eingezogenen Besitzungen der Familie zurück. Am 21. April 1619 wurde er in den schottischen Geheimen Kronrat berufen.
Robert beanspruchte auch den Titel Earl of Morton, der seinem Vater 1581 verliehen, aber 1585 wieder entzogen worden war. König Jakob VI. erkannte 1620 an, dass die Einziehung des Titels 1585 inkorrekt war und der Earlstitel Robert zustünde. Da parallel auch William Douglas, 7. Earl of Morton den gleichen Titel legal innehatte, hielt es der König für nicht angebracht, dass zwei Earls den gleichen Titel zu bestätigen. Deshalb wurde Roberts Earlstitel faktisch umbenannt. Der König verlieh Robert am 29. August 1620 den Titel 1. Earl of Nithsdale und verfügte, dass dieser Titel hinsichtlich der Protokollarischen Rangordnung als bereits am 29. Oktober 1581, dem Datum der Verleihung des Earlstitels an Roberts Vater, verliehen gelte.
Im Englischen Bürgerkrieg stand er treu zu König Karl I. und wurde dafür 1645 geächtet und exkommuniziert. Seine Adelstitel waren damit verwirkt und seine Ländereien wurden eingezogen. Er floh ins Exil auf die Isle of Man, wo er 1646 starb.
Durch seine Ehe, geschlossen am 28. Oktober 1619 mit Elisabeth Beaumont, einer Tochter von Francis Beaumont, hatte er einen Sohn; Robert, sowie zwei Töchter; Jean und Elisabeth. Sein Sohn erwirkte 1647 die Wiederherstellung der Adelstitel als 2. Earl of Nithsdale.